# Yun Won-chol
Yun Won-chol (* 3. Juli 1989) ist ein nordkoreanischer Ringer. Er wurde 2013 Weltmeister im griechisch-römischen Stil im Bantamgewicht.

## Werdegang
Yun Won-chol begann als Jugendlicher im Jahre 2004 mit dem Ringen. Er konzentriert sich dabei auf den griechisch-römischen Stil. Der 1,64 Meter große Athlet ringt in der leichtesten Gewichtsklasse des Männerringens, dem Bantamgewicht. Er gehört dem Sportclub 25. April in Pjöngjang an. Sein Trainer ist Choe Hak. Er ist Militärangehöriger.
Sein Debüt auf der internationalen Ringermatte gab er im Jahre 2010 bei den Asien-Spielen in Guangzhou/China. Er belegte dort im Bantamgewicht den 7. Platz. Den gleichen Platz erreichte er auch im Mai 2011 bei den Asienmeisterschaften in Taschkent. Im gleichen Jahr wurde er auch bei der Weltmeisterschaft in Istanbul eingesetzt. Er siegte dort über Jani Haapamäki aus Finnland und Iwan Lizatovic, Kroatien und  unterlag in seinem dritten Kampf gegen Elbek Taschyjeu aus Weißrussland. Da dieser das Finale erreichte, konnte er in der Trostrunde weiterringen, in der er zunächst Thomas Rønningen aus Norwegen besiegte, im Kampf um eine Bronzemedaille aber gegen Bekchan Mankijew aus Russland unterlag. Er belegte damit den 5. Platz, mit dem er für die Olympischen Spiele in London qualifiziert war.
Bei den Olympischen Spielen 2012 in London war er auch am Start. Er verlor dort aber gleich seinen ersten Kampf gegen Choi Gyu-jin aus Südkorea. Da dieser das Finale nicht erreichte, schied er aus und kam nur auf den 15. Platz.
Im April 2013 erkämpfte sich Yun Won-chol bei der Asienmeisterschaft in New Delhi mit einem dritten Platz seine erste Medaille bei einer internationalen Meisterschaft. Dabei besiegte er Doi Dang Tien, Vietnam, verlor wieder gegen Choi Gyu-jin und siegte über Daudrav Sharma aus Indien. Fünf Monate später wurde er in Budapest Weltmeister im Bantamgewicht. Er besiegte auf dem Weg zu diesem Titel Iwan Lizatovic, Lukas Höglmeier, Deutschland, Peter Modos, Ungarn, Iwan Tatarinow, Russland und im Finale auch Choi Gyu-jin, gegen den er vorher immer verloren hatte. Bemerkenswert ist dabei die Überlegenheit, mit der er diesen Titel gewann, denn bei seinen ersten vier siegreichen Kämpfen erzielte er die imponierende Punktezahl von 29:0. Lediglich gegen Choi Gyu-jin fiel sein Sieg mit 2:0 Runden und 4:3 Punkten knapp aus. Im Oktober 2013 siegte Yun Won-chul in Teheran schließlich auch noch bei der Militär-Weltmeisterschaft vor Hamid Reza Chamesi aus dem Iran.
Im Januar 2014 startete er beim "Yadegar-Imam"-Cup in Teheran nach der Neueinteilung der Gewichtsklassen durch den Ringer-Weltverband FILA in der Gewichtsklasse bis 59 kg Körpergewicht. Er musste sich dabei im Endkampf dem Iraner Mohsen Hajipour geschlagen geben. Im gleichen Jahr gewann er in dieser Gewichtsklasse bei der Asienmeisterschaft in Almaty hinter Elmurat Tasmuradow, Usbekistan und Shinobu Ota, Japan eine Bronzemedaille und bei den Asienspielen in Incheon hinter Kohei Hasegawa aus Japan eine Silbermedaille. Bei der Weltmeisterschaft, die in diesem Jahr in Taschkent stattfand, war er nicht am Start.
Im September 2015 wurde er zur Weltmeisterschaft in Las Vegas entsandt. Er siegte dort in der Gewichtsklasse bis 59 kg gegen Virgil Munteanu aus Rumänien, verlor dann gegen Rowschan Bajramow aus Aserbaidschan, sicherte sich aber in der Trostrunde mit Siegen über Ravinder Singh, Indien, den ehemaligen Olympiasieger Hamid Soryan Reihanpour aus dem Iran und Arsen Eralijew aus Kirgisistan noch eine Bronzemedaille.
Das war die letzte Medaille, die Yun Won-chol bei einer internationalen Meisterschaft gewann. Bei der Asienmeisterschaft im Februar 2016 in Bangkok verlor er im Viertelfinale und kam auf den 5. Platz. bei den Olympischen Spielen 2016 in Rio de Janeiro siegte er über Haitham Mahmoud Fahmy, Ägypten, verlor dann aber gegen Elmurat Tasmuradow, womit er ausschied und nur auf den 10. Platz kam. Noch schlechter schnitt er bei der Weltmeisterschaft 2017 in Paris ab, denn dort verlor er in der Qualifikation gegen Ivan Lizatovic aus Kroatien und landete auf dem 22. Platz.
Danach war er bei keinen internationalen Meisterschaften mehr am Start.

## Internationale Erfolge
| Jahr | Platz | Wettbewerb                                    | Gewichtsklasse | Ergebnisse |
| 2010 | 7.    | Asien-Spiele in Guangzhou/China               | Bantam         | Sieger: Kohei Hasegawa, Japan vor Kanybek Dscholtschubekow, Kirgisistan |
| 2011 | 7.    | Asienmeisterschaft in Taschkent               | Bantam         | Sieger: Arsen Eralijew, Kirgisistan vor Ildar Hafisow, Usbekistan |
| 2011 | 5.    | WM in Istanbul                                | Bantam         | nach Siegen über Jani Haapamäki, Finnland und Iwan Lizatovic, Kroatien, einer Niederlage gegen Elbek Taschyjeu, Weißrussland, einem Sieg über Thomas Rönningen, Norwegen und einer Niederlage gegen Bekchan Mankijew, Russland |
| 2012 | 15.   | OS in London                                  | Bantam         | nach einer Niederlage gegen Choi Gyu-jin, Südkorea |
| 2013 | 3.    | Dan Kolow & Nikola Petrow-Memorial in Plowdiw | Bantam         | hinter Victor Ciobanu, Rumänien und Alexandar Kostadinow, Bulgarien |
| 2013 | 3.    | Asienmeisterschaft in New Delhi               | Bantam         | nach einem Sieg über Doi Dang Tien, Vietnam, einer Niederlage gegen Choi Gyu-jin und einem Sieg über Gaudrav Sharma, Indien |
| 2013 | 1.    | WM in Budapest                                | Bantam         | nach Siegen über Iwan Lizatovic, Lukas Höglmeier, Deutschland, Peter Modos, Ungarn, Iwan Tatarinow, Russland und Choi Gyu-jin                                                                                                  |
| 2013 | 1.    | Militär-WM in Teheran                         | Bantam         | vor Hamid Reza Chamesi, Iran, Rudik Mkrtchjan, Armenien und Horlan Chakanscha, Kasachstan |
| 2014 | 2.    | "Yadegar-Imam"-Cup in Teheran                 | bis 59 kg      | hinter Mohsen Hajipour, Iran, vor Elman Muchtarow, Aserbaidschan und Mohammad Norbaksch, Iran |
| 2014 | 3.    | Asienmeisterschaft in Almaty                  | bis 59 kg      | hinter Elmurat Tasmuradow, Usberkistan und Shinobu Ota, Japan |
| 2014 | 2.    | Asienspiele in Incheon                        | bis 59 kg      | hinter Kohei Hasegawa, Japan, vor Qiye Tian, China und Almat Kebispajew, Kasachstan |
| 2015 | 3.    | WM in Las Vegas                               | bis 59 kg      | nach einem Sieg über Virgil Munteanu, Rumänien, einer Niederlage gegen Rowschan Bajramow, Aserbaidschan und Siegen über Ravinder Singh, Indien, Hamid Soryan Reihanpour, Iran und Asren Eralijew, Kirgistan                    |
| 2015 | 5.    | Golden Grand-Prix in Baku                     | bis 59 kg      | hinter Almat Kebispajew, Elmurat Tasmuradow, Jesse Thielke, USA und Eldaniz Azizli, Aserbaidschan |
| 2016 | 5.    | Asienmeisterschaft in Bangkok                 | bis 66 kg      | Sieger: Choi Gi-uk, Südkorea vor Aschkat Schanbirow, Kasachstan |
| 2016 | 10.   | OS in Rio de Janeiro                          | bis 59 kg      | nach einem Sieg über Haitham Mahmoud Fahmy, Ägypten und einer Niederlage gegen Elmurat Tasmuradow |
| 2017 | 22.   | WM in Paris                                   | bis 59 kg      | nach einer Niederlage gegen Ivan Lizatovic, Kroatien |

Erläuterungen
- alle Wettkämpfe im griechisch-römischen Stil
- OS = olympische Spiele, WM = Weltmeisterschaft
- Bantamgewicht, Gewichtsklasse bis 55 kg Körpergewicht (bis 31. Dezember 2013, seit 1. Januar 2014 Gewichtsklassenneueinteilung durch den internationalen Ringerverband FILA)